# Drymadusella
Drymadusella är ett släkte av insekter. Drymadusella ingår i familjen vårtbitare.
Kladogram enligt Catalogue of Life:
| Drymadusella | \| \| Drymadusella afghana \| \| \| \| \| \| Drymadusella nativa \| \| \| \| \| \| Drymadusella paghmana \| \| \| \| |
|              | \| \| Drymadusella afghana \| \| \| \| \| \| Drymadusella nativa \| \| \| \| \| \| Drymadusella paghmana \| \| \| \| |
|              | Drymadusella afghana                                                                                                 |
|              | |
|              | Drymadusella nativa                                                                                                  |
|              | |
|              | Drymadusella paghmana                                                                                                |
|              | |